# Osmołoda
 Osmołoda (ukr. Осмолода) – wieś w rejonie rożniatowskim obwodu iwanofrankowskiego.

## Historia
Pod koniec XIX w. osada fabryczna i tartak na obszarze dworu w Perehińsku. W XX w. na terenie wsi znajdował się komisariat Straży Celnej „Osmołoda” – jednostka organizacyjna Straży Celnej pełniąca służbę ochronną na granicy polsko-czechosłowackiej w latach 1921–1928.